# Romul Crișan
Romul Crișan (n. 1884, Cugir, județul Hunedoara – d. 1936, Cugir, județul Hunedoara) a fost un deputat în Marea Adunare Națională de la Alba Iulia, organismul legislativ reprezentativ al „tuturor românilor din Transilvania, Banat și Țara Ungurească”, cel care a adoptat hotărârea privind Unirea Transilvaniei cu România, la 1 decembrie 1918 :p. 200.

## Biografie
A urmat cursurile școlii primare, pentru ca mai târziu să facă liceul și Teologia la Blaj. Devine preot în Căstău și Cugir :p. 200.  

## Activitatea politică
Ca deputat în Adunarea Națională din 1 decembrie 1918 a fost delegat al Cercului electoral Orăștie :p. 200.	